# Містерія-буф (мультфільм)
«Містерія-буф » — анімаційний фільм 1969 року Творчого об'єднання художньої мультиплікації студії Київнаукфільм, режисер — Давид Черкаський. Фільм вийшов на республіканський екран умовно.

## Сюжет
За однойменною п'єсою Володимира Маяковского. 